# Ferenczi István (labdarúgó)
Ferenczi István (Győr, 1977. szeptember 14. –) magyar válogatott labdarúgó, posztját tekintve középcsatár. Játszott többek között a Ferencvárosban, a Vasasban, Angliában és Törökországban is.

## Pályafutása

### Klubcsapatokban
A Győri Dózsa utánpótláscsapatainál kezdte el labdarúgó-pályafutását, az NB III-as csapatban is játszott. Innen került a Győri ETO-hoz. Az 1998-ig tartó időszakban harmincnégy élvonalbeli mérkőzés során öt gólt szerzett, ezt követően a ZTE-be került, másfél szezon alatt szintén harmincnégy élvonalbeli mérkőzést játszott, és tizenhárom gólt szerzett. Az 1999–2000-es szezon tavaszi idényére visszatért Győrbe, ahol tizennégy meccs alatt három gólt szerzett. Az ETO-val a legjobb helyezése a negyedik hely volt. 2000 nyarán az MTK-hoz szerződött. 2002-ben bajnoki bronzérmet, 2003-ban bajnokságot nyert a klubbal. MTK-játékosként mutatkozott be 2001-ben a felnőtt válogatottban.
2002-ben játszott először külföldi csapatnak Ferenczi. Előbb a bolgár Levszki Szófia vette kölcsön, majd az akkor másodosztályú német VfL Osnabrück csapatában játszott. Bulgáriában 2002-ben bajnoki címet és kupagyőzelmet ünnepelhetett Kabát Péterrel közösen. 2004-ben hazatért és az akkor frissen feljutott Vasas játékosa lett. Az szezon őszi felében a csapat meghatározó játékosa volt, tizenöt mérkőzés alatt nyolc gólt szerzett. A téli szünetben Ferenczi játékjogát eladták a török Çaykur Rizespornak. Itt tizenöt mérkőzésen játszott, négy gólt szerezve. Végül a csapat pénzügyi gondjai miatt fél év után távozott Törökországból és a Debreceni VSC-hez szerződött, amellyel 2006-ban bajnokságot nyert. Mivel nem volt a kezdőcsapat tagja, visszatért Zalaegerszegre, majd 2007-ben az angol másodosztályban szereplő Barnsley FC labdarúgója lett, ahol ötvenhárom bajnoki mérkőzésen lépett pályára tizenkét gólt szerezve, ezzel közönségkedvenccé válva. Emellett a csapattal bejutott az FA-kupa elődöntőjébe, előtte olyan csapatokat kiejtve, mint az Liverpool FC és a Chelsea FC. 2008-ban ismét hazatért az akkor másodosztályú Ferencvárosba, amelynek akkor az angol Kevin McCabe volt a tulajdonosa. A csapattal feljutott az élvonalba, gólkirály is lett, de a rákövetkező szezonban a klubnál több változás is történt, a tulajdonos is távozott, így az átalakulás során, 2010-ben Ferenczi másodszor is a Vasashoz szerződött. 2011-ben, miután új tulajdonos került a Vasashoz, Ferenczi a Lombard Pápa játékosa lett.
2012 januárjában az NB I-es feljutásért harcoló Gyirmót FC-hez szerződött, a csapattal végül harmadik lett. 2013 januárjában a klub vezetősége közös megegyezéssel szerződést bontott Ferenczivel. Ezt követően a felvidéki Nagymegyer csapatában játszott, levezetésképpen. 2014-ben azonban visszatért a profi labdarúgás világába: a Vasashoz tért vissza harmadszor, miután Jámbor János visszatért főtámogatóként a klubhoz. A 2014–15-ös bajnokság végén a másodosztályt megnyert csapat tagja volt, a szezonban tizenhét gólt szerezve. Ezzel a második volt a góllövőlistán csapattársa, a tizenkilenc gólos Remili Mohamed után. A feljutást követően Szanyó Károly vezetőedző már nem játékosként, hanem erőnléti edzőként számított rá. A téli szünetben, Michael Oenning érkezésével reaktiválták. Öt mérkőzésen lépett pályára, két gólt szerezve. A 2016–2017-es szezonban is kettős szerepben volt a Vasasnál, az erőnléti edzői munkája mellett hat mérkőzésen lépett pályára, szintén gólt szerezve. Ekkor érte el századik magyar élvonalbeli gólját. A csapattal elérte a Magyar Kupa döntőjét is. A szezon végén bejelentette visszavonulását, de ennek ellenére csereként a 2017-18-as szezonban is pályára lépett a Paks és a Ferencváros ellen.

### A válogatottban
Szerepelt több korosztályos válogatottban, valamint tagja volt az 1997-es U20-as vb keretének is. A felnőtt válogatottban összesen kilenc alkalommal lépett pályára, először 2001-ben a Jordánia elleni barátságos mérkőzésen. Első tétmeccsét fél évvel később, 2001 októberében játszotta az Olaszország ellen. Első válogatott gólját a 2001 novemberében, Macedónia ellen szerezte, amely első hazai pályán játszott válogatott mérkőzése is volt. 2002-ben két mérkőzést játszott még a válogatottban, majd 2005-ig várni kellett a következő fellépésre. Második válogatottbeli gólját 2005 decemberében, a válogatott amerikai túráján szerezte, az Antigua és Barbuda elleni barátságos mérkőzésen. Utolsó válogatott mérkőzésére 2008-ban került sor.

### Edzőként
2018 novemberében ideiglenesen Ferenczit bízták meg a Vasas vezetőedzőjének. 2020 februárjában Haladás erőnléti edzője lett. 2020 júliusától ugyanezt a posztot töltötte be a BFC Siófoknál. 2021 májusában a ZTE másodedzőjének nevezték ki.

## Sikerei, díjai
Magyar U20-as labdarúgó-válogatott
világbajnoki csoportkör: 1997
MTK Budapest
bronzérmes: 2002
bajnok: 2003
Levszki Szófia
bajnok: 2002
kupagyőztes: 2002
Debreceni VSC
bajnok: 2006
Zalaegerszegi TE FC
bronzérmes: 2007
Barnsley FC
FA-kupa-elődöntős: 2008
Ferencvárosi TC
keleti csoport bajnoka: 2009 (NB II)
gólkirály: 2009 (NB II)
Vasas
bajnok: 2015 (NB II)
bronzérmes: 2017
kupadöntős: 2017

## Statisztika

### Mérkőzései a válogatottban
| Magyarország | Magyarország       | Magyarország                       | Magyarország | Magyarország | Magyarország       | Magyarország | Magyarország | Magyarország |
| #            | Dátum              | Helyszín                           | Hazai        | Eredmény     | Vendég             | Kiírás       | Gólok        | Esemény      |
| ------------ | ------------------ | ---------------------------------- | ------------ | ------------ | ------------------ | ------------ | ------------ | ------------ |
| 1.           | 2001. március 7.   | Ammán                              | Jordánia     | 1 – 1        | Magyarország       | barátságos   | -            | 55'          |
| 2.           | 2001. október 6.   | Parma                              | Olaszország  | 1 – 0        | Magyarország       | vb-selejtező | -            | 66'          |
| 3.           | 2001. november 14. | Budapest, Megyeri úti Stadion      | Magyarország | 5 – 0        | Macedónia          | barátságos   | 1            | 27'          |
| 4.           | 2002. február 12.  | Lárnaka (CYP)                      | Magyarország | 0 – 2        | Csehország         | barátságos   | -            |              |
| 5.           | 2002. március 27.  | Chișinău                           | Moldova      | 0 – 2        | Magyarország       | barátságos   | -            | 59'          |
| 6.           | 2005. november 16. | Athén, Karaiszkákisz Stadion       | Görögország  | 2 – 1        | Magyarország       | barátságos   | -            | 46'          |
| 7.           | 2005. december 15. | Phoenix, Chase Field Stadium (USA) | Magyarország | 0 – 2        | Mexikó             | barátságos   | -            | 59'          |
| 8.           | 2005. december 18. | Miami (USA)                        | Magyarország | 3 – 0        | Antigua és Barbuda | barátságos   | 1            | 56' 80'      |
| 9.           | 2008. március 26.  | Zalaegerszeg, ZTE Aréna            | Magyarország | 0 – 1        | Szlovénia          | barátságos   | -            | 46'          |
|              | Összesen           |                                    |              | 9            | mérkőzés           |              | 2            | gól          |